# Jack il bucaniere
Jack il bucaniere (Big Jack) è un film del 1949 diretto da Richard Thorpe.
È un western statunitense ambientato nel 1802 con Wallace Beery, Richard Conte, Marjorie Main e Edward Arnold.

## Produzione
Il film, diretto da Richard Thorpe su una sceneggiatura di Marvin Borowsky, Otto Eis e Gene Fowler e un soggetto di Robert Thoeren, fu prodotto da Gottfried Reinhardt per la Metro-Goldwyn-Mayer e girato nel Maryland e nei Metro-Goldwyn-Mayer Studios a Culver City, in California, da metà settembre a metà ottobre 1948. I titoli di lavorazione furono  Big Harp e Big Jack Horner. Per interpretare il dottor Alexander Meade, era stato preso in considerazione dalla produzione Spencer Tracy.

## Distribuzione
Il film fu distribuito con il titolo Big Jack negli Stati Uniti dal 12 aprile 1949 al cinema dalla Metro-Goldwyn-Mayer.
Altre distribuzioni:
- in Francia (Big Jack)
- in Italia (Jack il bucaniere)

## Promozione
Le tagline sono:
- Meet Big Jack and his Jill!
- BEERY and MAIN are partners in crime!... in comedy!